# Hungría en los Juegos Olímpicos de Berlín 1936
Hungría estuvo representada en los Juegos Olímpicos de Berlín 1936 por un total de 216 deportistas que compitieron en 21 deportes.  
El portador de la bandera en la ceremonia de apertura fue el atleta Péter Bácsalmási.

## Medallistas
El equipo olímpico húngaro obtuvo las siguientes medallas:
| Nombre | Deporte            | Competición                      |
| --- | ------------------ | -------------------------------- |
| Oro |                    |                                  |
| Ibolya Csák                                                                                                  | Atletismo          | Salto de altura F                |
| Imre Harangi                                                                                                 | Boxeo              | Ligero (61,2 kg) M               |
| Endre Kabos                                                                                                  | Esgrima            | Sable ind. M                     |
| Pál Kovács Tibor Berczelly Imre Rajczy Aladár Gerevich Endre Kabos László Rajcsányi                          | Esgrima            | Sable por eqs. M                 |
| Ilona Elek                                                                                                   | Esgrima            | Florete ind. F                   |
| Márton Lõrincz                                                                                               | Lucha grecorromana | 56 kg M                          |
| Ödön Zombori                                                                                                 | Lucha libre        | 56 kg M                          |
| Károly Kárpáti                                                                                               | Lucha libre        | 66 kg M                          |
| Ferenc Csík                                                                                                  | Natación           | 100 m libre M                    |
| Equipo | Waterpolo          | Torneo M                         |
| Plata |                    |                                  |
| Ralph Berzsenyi                                                                                              | Tiro               | Rifle en posición tendida 50 m M |
| Bronce |                    |                                  |
| Aladár Gerevich                                                                                              | Esgrima            | Sable ind. M                     |
| Margit Csillik Margit Kalocsai Ilona Madary Gabriella Meszáros Margit Nagy Olga Törös Judit Tóth Eszter Voit | Gimnasia artística | Concurso completo por eqs. F     |
| József von Platthy (Sellő)                                                                                   | Hípica             | Saltos ind.                      |
| József Palotás                                                                                               | Lucha grecorromana | 79 kg M                          |
| Árpad Lengyel Oszkár Abay-Nemes Ödön Gróf Ferenc Csík                                                        | Natación           | 4 × 200 m libre M                |